# Synagoge (Euskirchen)

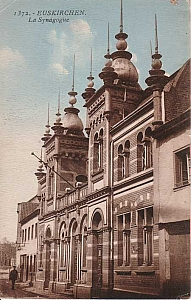
Ansichtskarte mit der Synagoge in Euskirchen (frz. Text: „Euskirchen. La Synagogue“, Karte aus der Zeit der Alliierten Rheinlandbesetzung)

Die Synagoge in Euskirchen, der Kreisstadt des gleichnamigen Kreises im Südwesten von Nordrhein-Westfalen (Deutschland), wurde 1886/87 errichtet. Die Synagoge stand in der Annaturmstraße.

## Geschichte
Nachdem beim großen Stadtbrand im Jahr 1886 die 1856 erbaute Synagoge in der Annaturmstraße vernichtet worden war, errichtete die Jüdische Gemeinde Euskirchen auf dem gleichen Grundstück einen aufwendigen Neubau mit einer 30 Meter hohen Kuppel. Die Schaufassade zur Straße wurde von zwei Türmen flankiert, die orientalisch anmutende Dächer trugen. Im Sommer 1887 weihte der Kölner Rabbiner Abraham Frank den mehr als 200 Sitzplätze umfassenden Bau ein.

## Zeit des Nationalsozialismus
Am 10. November 1938 wurde die Synagoge zunächst verwüstet und danach von SS-Angehörigen in Brand gesteckt. Die Ruine wurde 1940 abgetragen.

## Gedenken
Am Standort der Synagoge, wo sich heute eine Grünanlage befindet, steht seit 1981 eine Gedenkstele. Unter einer Menora ist die Inschrift zu lesen: „Unseren jüdischen Mitbürgern, den Opfern der nationalsozialistischen Gewaltherrschaft 1933–1945“. In unmittelbarer Nähe ist eine Gedenktafel mit der Inschrift angebracht: „Gedenkstätte der früheren jüdischen Synagoge. Die ursprünglich an dieser Stelle 1856 errichtete Synagoge wurde unmittelbar nach dem Stadtbrand von 1886 wieder aufgebaut und am 26. August 1887 ihrer Bestimmung übergeben. Am 10. November 1938 wurde dieses religiöse, geistige und kulturelle Zentrum der jüdischen Gemeinden aus Euskirchen und der Voreifel von Nationalsozialisten durch Brandstiftung zerstört. Diese Gedenkstätte soll die Erinnerung daran wachhalten und Mahnung für nachfolgende Generationen sein.“ Die Enthüllung am 3. Mai 1981 fand statt.